# Bhajani
Bhajani (Nepali भजनी–त्रिशक्ति) ist eine Stadt (Munizipalität) im Südwesten Nepals im Distrikt Kailali.

## Geschichte
Die Stadt entstand am 2. Dezember 2014 durch Zusammenlegung der Village Development Committees Bhajani, Khailad und Lalbojhi.
Im Zuge der Neustrukturierung der lokalen Ebene und der Schaffung der Gaunpalikas (Landgemeinden) durch Zusammenlegung und Abschaffung der Village Development Committees am 10. März 2017 wurde noch das VDC Thapapur eingemeindet.

## Geographie
Die Stadt liegt im Terai. Der Fluss Mohana bildet die südliche Grenze zum indischen Bundesstaat Uttar Pradesh. Der Fluss Kada Khola, ein linker Nebenfluss der Mohana, durchfließt das Gebiet in südsüdöstlicher Richtung. Bhajani-Trishakti liegt 15 km westlich von Tikapur.
Das Stadtgebiet umfasste bei der Gründung 142 km². Nach der Eingemeindung im Jahr 2017 wuchs es auf 176,25 km².

## Einwohner
Bei der Volkszählung 2011 hatten die VDCs, aus welchen die Stadt Bhajani-Trishakti entstand, 38.149 Einwohner (davon 18.967 männlich) in 6368 Haushalten. Durch die Eingemeindung stieg die Einwohnerzahl auf 51.845 Einwohner.